# Parma oligolepis
Parma oligolepis là một loài cá biển thuộc chi Parma trong họ Cá thia. Loài này được mô tả lần đầu tiên vào năm 1929.

## Từ nguyên
Từ định danh được ghép bởi hai âm tiết trong tiếng Latinh: oligo ("nhiều") và lepis ("vảy"), hàm ý đề cập đến số lượng vảy cá của loài này nhiều hơn so với các loài Parma được biết đến vào thời điểm đó.

## Phạm vi phân bố và môi trường sống
P. oligolepis là một loài đặc hữu của Úc và được tìm thấy ở bờ đông nước này, từ Cape Tribulation (Queensland) trải dài đến Sydney (New South Wales), bao gồm cả rạn san hô Great Barrier. P. oligolepis sống tập trung gần những rạn đá ngầm ở độ sâu khoảng từ 2 đến 20 m.

## Mô tả
Chiều dài tối đa được ghi nhận ở P. oligolepis là 20 cm. Cá trưởng thành chỉ có duy nhất một màu nâu sẫm bao phủ khắp cơ thể. Vảy lớn, viền đen, đôi khi có một vài mảng vảy sáng màu hơn. Cá con thì có nhiều màu sắc hơn: vàng cam với các sọc đốm màu xanh lam óng (nhiều ở vùng đầu và lưng) và một đốm đen lớn viền xanh trên vây lưng.
Số gai ở vây lưng: 13; Số tia vây ở vây lưng: 17–20; Số gai ở vây hậu môn: 2; Số tia vây ở vây hậu môn: 13–15; Số tia vây ở vây ngực: 20–25; Số gai ở vây bụng: 1; Số tia vây ở vây bụng: 5: Số vảy đường bên: 22–24; Số lược mang: 21–24.

## Sinh thái học
Thức ăn chủ yếu của P. oligolepis là tảo. Cá đực có tập tính bảo vệ và chăm sóc trứng; trứng bám vào nền tổ.